# Myrmoteras maudeae
Myrmoteras maudeae är en myrart som beskrevs av Agosti 1992. Myrmoteras maudeae ingår i släktet Myrmoteras och familjen myror. Inga underarter finns listade i Catalogue of Life.